# Kazuyuki Morisaki
Kazuyuki Morisaki (森﨑 和幸 Morisaki Kazuyuki?,  Aki-ku, Hiroshima, 9 de mayo de 1981) es un exfutbolista japonés. Jugaba de centrocampista y desempeñó toda su carrera en el Sanfrecce Hiroshima de la J1 League de Japón. Es el hermano gemelo de Kōji Morisaki.

## Trayectoria

### Clubes
| Club                | País  | Año       |
| ------------------- | ----- | --------- |
| Sanfrecce Hiroshima | Japón | 1999-2018 |

### Selección nacional
| Selección | País  | Año       |
| --------- | ----- | --------- |
| Sub-20    | Japón | 1999-2001 |
| Sub-23    | Japón | 2002-2004 |

## Palmarés

### Títulos nacionales
| Título             | Club                | País  | Año  |
| ------------------ | ------------------- | ----- | ---- |
| Supercopa de Japón | Sanfrecce Hiroshima | Japón | 2008 |
| J2 League          | Sanfrecce Hiroshima | Japón | 2008 |
| J1 League          | Sanfrecce Hiroshima | Japón | 2012 |
| Supercopa de Japón | Sanfrecce Hiroshima | Japón | 2013 |
| J1 League          | Sanfrecce Hiroshima | Japón | 2013 |
| Supercopa de Japón | Sanfrecce Hiroshima | Japón | 2014 |
| J1 League          | Sanfrecce Hiroshima | Japón | 2015 |
| Supercopa de Japón | Sanfrecce Hiroshima | Japón | 2016 |

### Distinciones individuales
| Distinción                     | Año  |
| ------------------------------ | ---- |
| Novato del Año de la J. League | 2000 |